# Charles Humbert Marie Vincent
Pour les articles homonymes, voir Vincent (patronyme).
Charles Humbert Marie Vincent, né le 21 mars 1753 à Bourg-en-Bresse (Ain), mort le 27 juillet 1831 à Bayonne (Pyrénées-Atlantiques), est un général français de la Révolution et de l’Empire.

## États de service
Il entre en service le 1er janvier 1773, comme lieutenant à l’école du génie de Mézières, et il en sort 1er lieutenant le 18 janvier 1775. En 1779, il effectue une mission sur les frontières du Jura et de la Suisse, et il reçoit son brevet de capitaine le 23 mars 1786. Il est envoyé à Saint-Domingue le 14 avril 1786, et il est de retour en France en 1791. Il est fait chevalier de Saint-Louis le 1er janvier 1791.
En mai 1792, il retourne à Saint-Domingue, mais après les émeutes des 20 et 21 juin 1793, dans la ville du cap, il est obligé de fuir aux États-Unis. Rapatrié en août 1795, il a été nommé chef de bataillon le 21 mars 1795, lors de son séjour en Amérique. 
Le 23 février 1796, il est élevé au grade de chef de brigade, et le 23 mars suivant, il est renvoyé à Saint-Domingue, comme directeur général des fortifications des îles Sous-le-Vent. De retour en France en décembre 1797, il retourne à Saint-Domingue le 29 septembre 1798. De retour à Lorient le 2 novembre 1799, il est affecté au ministère de la Guerre.
En 1801, il est porteur de la constitution établie par Toussaint Louverture, et il déconseille au premier Consul de faire l’expédition de Saint-Domingue, mais ces conseils ne sont pas écoutés. Le 29 janvier 1803, il est placé à Amiens, en qualité de directeur des fortifications, puis il passe à Bayonne, avec la même fonction. Il est fait chevalier de la Légion d’honneur le 11 décembre 1803, et officier de l’ordre le 14 juin 1804.
En 1807, il est désigné pour prendre le commandement en chef du génie de l’armée du Portugal, sous les ordres du général Junot. Après la prise de Lisbonne le 1er décembre 1807, et la conquête du Portugal, il est chargé de pourvoir à la défense des places conquises.
Rentré à Bayonne en 1809, il est promu général de brigade honoraire le 22 septembre 1814, et maréchal de camp titulaire le 28 août 1815.
Il est admis à la retraite le 28 octobre 1815.
Il meurt le 27 juillet 1831, à Bayonne.

## Sources
- (en) « Generals Who Served in the French Army during the Period 1789 - 1814: Eberle to Exelmans »
- Pamphile vicomte de Lacroix, La Révolution de Haïti, 1819, p. 514
- Jérôme de la Lande, Bibliographie astronomique de 1781 à 1802, Paris, imprimerie de la République, 1803, p. 614.
- Arthur Chuquet, Ordres et apostilles de Napoléon (1799-1815), paris, librairie ancienne Honoré Champion, 1911, p. 36
- Charles Théodore Beauvais et Vincent Parisot, Victoires, conquêtes, revers et guerres civiles des Français, depuis les Gaulois jusqu’en 1792, tome 26, C.L.F Panckoucke, janvier 1822, 414 p. (lire en ligne), p. 234.
- A. Lievyns, Jean Maurice Verdot, Pierre Bégat, Fastes de la Légion-d'honneur, biographie de tous les décorés accompagnée de l'histoire législative et réglementaire de l'ordre, Tome 4, Bureau de l’administration, 1844, 640 p. (lire en ligne), p. 105.